# Manulea cephalotes
Manulea cephalotes är en flenörtsväxtart som beskrevs av Carl Peter Thunberg. Manulea cephalotes ingår i släktet Manulea och familjen flenörtsväxter. Inga underarter finns listade i Catalogue of Life.